# 国鉄タキ5100形貨車
国鉄タキ5100形貨車（こくてつタキ5100がたかしゃ）は、かつて日本国有鉄道（国鉄）及び1987年（昭和62年）4月の国鉄分割民営化後は日本貨物鉄道（JR貨物）に在籍した私有貨車（タンク車）である。
本形式と同じ専用種別であるタキ5150形についても本項目で解説する。

## タキ5100形
タキ5100形は、二硫化炭素専用の30t積タンク車として1956年（昭和31年）1月19日から1979年（昭和54年）12月24日にかけて34両（コタキ5100 - コタキ5133）が三菱重工業（3両）、川崎車輛（20両）、新潟鐵工所（11両）の3社で製作（コタキ5103はコタキ4200からの改造編入車）された。
本形式の他に二硫化炭素を専用種別とする形式は、タ1500形（8両）、タ1600形（5両）、タム200形（117両）、タム5900形（19両）、タサ2200形（1両）、タキ5150形（1両、後述）、タキ10100形（24両）の7形式がある。
落成時の所有者は、大和紡績、日東紡績、東洋化成工業、昭和工業の4社であった。1967年（昭和42年）4月13日に日東紡績所有車1両（コタキ5103）が東洋化成工業へ名義変更された。1977年（昭和52年）3月2日に大和紡績所有車1両（コタキ5100）が四国化成工業へ名義変更された。1992年（平成4年）4月に昭和工業所有車4両（コタキ5130 - コタキ5133）が東レ・ファインケミカルへ名義変更された。1997年（平成9年）4月から1999年（平成11年）6月にかけて13両（コタキ5115 ,コタキ5117 - タキ5120 ,コタキ5122 ,コタキ5123 ,コタキ5128 - コタキ5133）が日本硫炭工業へ名義変更された。
1979年（昭和54年）10月より化成品分類番号「燃毒36」（燃焼性の物質、毒性の物質、引火性液体、毒性のあるもの）が標記された。
ドーム付き直円筒型のタンク体は普通鋼（一般構造用圧延鋼材）製で厚さ50mmのグラスウール断熱材を巻き、薄鋼板製のキセ（外板）が設置された。荷役方式はタンク上部にある積込み口または液出入管からの上入れ、液出入管と水圧管による上出し式である。液出入管と水圧管はS字管を装備した。
塗装は黒、全長は10,600mm、全幅は2,527mm、全高は3,887mm、台車中心間距離は6,500mm、実容積は24.2m3、自重は18.6t、換算両数は積車5.0、空車2.0、台車はベッテンドルフ式のTR41C等であった。
1987年（昭和62年）4月の国鉄分割民営化時には21両がJR貨物に継承され、2007年（平成19年）10月に最後まで在籍した7両（コタキ5122 ,コタキ5128 - コタキ5133）が廃車となり同時に形式消滅となった。

### 年度別製造数
各年度による製造会社（改造会社）と両数、所有者は次のとおりである。（所有者は落成時の社名）
- 昭和30年度 - 2両
  - 三菱重工業 2両 大和紡績（コタキ5100 - コタキ5101）
- 昭和31年度 - 1両
  - 三菱重工業 1両 大和紡績（コタキ5102）
- 昭和37年度 - 1両
  - （川崎車輛） 1両 日東紡績（コタキ4200→コタキ5103）
- 昭和43年度 - 8両
  - 川崎車輛 4両 東洋化成工業（コタキ5104 - コタキ5107）
  - 新潟鉄工所 4両 東洋化成工業（コタキ5108 - コタキ5111）
- 昭和44年度 - 6両
  - 新潟鉄工所 6両 東洋化成工業（コタキ5112 - コタキ5117）
- 昭和45年度 - 1両
  - 新潟鉄工所 1両 東洋化成工業（コタキ5118）
- 昭和46年度 - 3両
  - 川崎重工業 3両 東洋化成工業（コタキ5119 - コタキ5121）
- 昭和49年度 - 8両
  - 川崎重工業 8両 東洋化成工業（コタキ5122 - コタキ5129）
- 昭和51年度 - 2両
  - 川崎重工業 2両 昭和工業（コタキ5130 - コタキ5131）
- 昭和53年度 - 1両
  - 川崎重工業 1両 昭和工業（コタキ5132）
- 昭和54年度 - 1両
  - 川崎重工業 1両 昭和工業（コタキ5133）

## タキ5150形
1963年（昭和38年）12月25日にタキ4200形より1両（コタキ4203）の専用種別変更（カセイソーダ液→二硫化炭素）が川崎車輛にて行われ、形式名は新形式であるタキ5150形（コタキ5150）とされた。種車であるコタキ4203は川崎車輛にて1953年（昭和28年）6月16日にタキ4100形 (初代、コタキ4100）として落成し、4年後の1957年（昭和32年）4月に改造工事が造機車輌にて行われ、タキ4200形に編入されたため1形式1両車であったタキ4100形 (初代)は同時に形式消滅となった。
タンク体はタキ4100形 (初代)として落成したため他のタキ4200形車よりひと回り大きく33t 積とされた。また種車（タキ4100形 (初代)）は1形式1両車であったためこれ以降の増備車はなく本形式（タキ5150形）もまた1形式1両車である。
記号番号表記は特殊標記符号「コ」（全長 12 m 以下）を前置し「コタキ」と標記する。
落成時の所有者は、日東紡績であったが、1967年（昭和42年）4月13日に東洋化成工業へ名義変更された。
1979年（昭和54年）10月より化成品分類番号「燃毒36」（燃焼性の物質、毒性の物質、引火性液体、毒性のあるもの）が標記された。
塗装は黒、全長は10,700mm、全幅は2,400mm、全高は3,839mm、台車中心間距離は6,500mm、実容積は25.9m3、自重は18.0t、換算両数は積車5.0、空車1.8、台車はベッテンドルフ式のTR41Cであった。
1986年（昭和61年）5月31日に廃車となり同時に形式消滅となった。